# Miguel Cuevas
Miguel Cuevas Alonso (Cabezón de la Sal, Cantabria, 1978) es un filólogo, lingüista y profesor español.

## Biografía
Nace en Cabezón de la Sal en 1978. Licenciado en Filología Hispánica por la Universidad de Oviedo en la rama de Lengua Española: Lingüística, obtiene el Diploma de Estudios Avanzados en el área de Lingüística General en la Universidad de Oviedo con el trabajo La entonación: relaciones entre Semántica, Pragmática y Fonología y el de Experto Profesional en Estadística. Es doctor por la Universidad de Vigo con la tesis Ideas lingüísticas en las gramáticas misionero-coloniales de Filipinas (ss. XVII y XVIII). En la actualidad es profesor y miembro del departamento de Lengua Española de la Universidad de Vigo.
Fue becario de investigación de la Fundación Marcelino Botín y del Plan I+D+i de la Consejería de Educación y Cultura del Principado de Asturias en el Departamento de Filología Hispánica de la Universidad de Oviedo; obtuvo una de las cinco becas de la Unión Latina (España) para presentar el trabajo titulado ¿La búsqueda del conocimiento del pasado permite un desarrollo más sólido del futuro? en el X Encuentro Europeo de Jóvenes Humanistas: La Europa del III Milenio y la Latinidad (celebrado en Constanza, Rumanía). Asimismo formó parte del proyecto Análisis de la prosodia del castellano de Cantabria (AMPER-Cantabria) que se inició en el año 2009.
Trabajó en el área de I+D+i del Centro Tecnológico de la Información y la Comunicación (CTIC), de Asturias, donde formaría parte del equipo interdisciplinar, formado por lingüistas e informáticos, que investigaban en la construcción de ontologías, modelización del mundo y su aplicación a la Web Semántica. Impartió clase en las asignaturas “Fonética Experimental” y “Lengua Española: Redacción y composición” en la Universidad de Oviedo y de “Fonética y Fonología del español”, “Metodología de la Enseñanza de la lengua española” y “Lengua Española” en la Universidad de Vigo; también fue profesor de “Gramática en contexto Comunicativo” en el Centro de español para extranjeros de la Universidad de Oviedo en un convenio de colaboración con el Borough of Manhatan Community College de Nueva York. Ha participado como investigador a tiempo completo en varios proyectos de investigación subvencionados en convocatorias competitivas de la Universidad de Oviedo, el Principado de Asturias y el MEC.
Su investigación, realizada en el seno de proyectos de investigación financiados en convocatorias autonómicas, nacionales e internacionales, se centra en la Fonética Experimental y Acústica, las relaciones entre entonación y pragmática, Dialectología prosódica e Historiografía Lingüística, así como en la Adquisición de Lenguas Extranjeras. Ha sido conferenciante en la University of Massachusetts (Amherst), la Universidad de Zúrich (Suiza), la Universidad Nacional Autónoma de México, la Universidad de Iasi (Rumanía), la Universidad de Santiago de Compostela, la Universidad de Zaragoza, etc. Asimismo ha sido comunicante en diversas reuniones científicas (IV y V Simposio de Psicolingüística, 15th International Congress of Phonetic Sciences, XVIII y XIX Encuentro de la Asociación de Jóvenes Lingüistas, 58th Annual Kentucky Foreign Language Conference (University of Kentucky) y en los congresos de fonética experimental) además de publicar artículos y reseñas, solo o en colaboración, en Journal of the International Phonetic Association, Language in Society, e-Language, Revue Roumaine de Linguistique, Onomázein,  Archivum, Estudios de Fonética Experimental, Language Design, etc.

## Publicaciones
Artículos de revistas
- Cuevas Alonso, M. y J. L. Fernández Gallo [2003]. “La interjección desde el punto de vista semántico y de la fonología discursiva”, Interlingüística 14, 251-258. ISSN 1134-8941.
- Cuevas Alonso, M. y J. L. Fernández Gallo [2004]. “Del gesto a la interjección”, Interlingüística 15 (I), 363-71. ISSN 1134-8941.
- MuñizCachón, C.y M. Cuevas Alonso [2003/2004]. “Grados de sonorización de /s/ en el español de Asturias”, Revista de Filoloxía Asturiana 3/4, 291-304. ISSN 1578-9853.
- González Rodríguez, R., M. Cuevas Alonso, L. Díaz Gómez, C. Muñiz Cachón y M.ª J. López Bobo [2005]. “La entonación y el conxuntu de rasgos prosódicos na carauterización d’una llingua”, Lletres Asturianes 88, 7-21. ISSN 0212-0534.
- LópezBobo, M.ª J., R. González Rodríguez, M. Cuevas Alonso y L. Díaz Gómez, C. Muñiz [2005]. “Rasgos prosódicos del centro de Asturias: comparación Oviedo-Mieres”, Estudios de Fonética Experimental XIV, 167-199. ISSN 1575-5533.
- Díaz Gómez, L., C. Muñiz Cachón, M.ª J. López Bobo, R. González Rodríguez y M. Cuevas Alonso [2007]. “La entonación en dos zonas rurales del centro de Asturias”, Archivum LVI, 263-289. ISSN 0570-7218.
- López Bobo, M.ª J., M. Cuevas Alonso, L. Díaz Gómez, M.ª Viejo Lucio-Villegas [2008]. “Prosodia del occidente de Asturias. Secuencias con estructura sujeto-verbo-objeto, Archivum LVII, 1-32. ISSN 0570-7218.
- Cuevas Alonso, M. [2008]. “Allende y aquende en castellano medieval ¿adverbios o preposiciones?”, Hesperia XI (2), 81-104. ISSN 1139-3181.
- López Bobo, M.ª J., M. Cuevas Alonso, L. Díaz Gómez, M.ª Viejo Lucio-Villegas [2008]. “Análisis contrastivo de la prosodia de dos variedades lingüísticas del asturiano”, Laguage Design. Special Issue 2. Experimental Prosody, Granada Lingvistica, 267-282. ISSN 1139-4218.
- López Bobo, M.ª J. y M. Cuevas Alonso [2009]. “¿Prosodia norteña o castellana? Aproximación a la entonación del oriente de Cantabria”, Estudios de Fonética Experimental XVIII, 215-236. ISSN 1575-5533.
- Cuevas Alonso, M. y M.ª J. López Bobo [2010]. “Alineamiento, acento y tiempo en asturiano central”, Lingüística Española Actual XXXII (1), 35-64. ISSN 0210-6345.
- Cuevas Alonso, M. y M.ª J. López Bobo [2011]. “Dialectos en contacto y prosodia. Análisis contrastivo de la entonación del oriente y occidente de Cantabria”, Revista Internacional de Lingüística IberoamericanaIX (1) “La prosodia en lenguas y variedades del ámbito iberorrománico”, 39-51. ISSN 1579-9425.
- Cuevas Alonso, M. [2012]. “Multidimensionalidad, complejidad y dinamismo en la historiografía lingüística y en su definición del concepto de tradición”, Todas as Letras. Revista de Língua e Literatura 14(1): 71-86.
- López Bobo, M.ª J., M. Cuevas Alonso, Á. Arias Cabal, C. Bleorțu e I. Iglesias Casal [2012 (aparece en 2013)]. “Câteva chestiuni marginalizate despre intonația limbii spaniole din nord”, Analele Universităţii “Ştefan cel Mare”, XVIII (1): 9-17.
- Arias Cabal, Á., C. Bleorțu, M.ª J. López Bobo y M. Cuevas Alonso [2012 (aparece en 2013)]. “Studii sociolingvistică variaţionistă aplicate vorbirii din Asturias”, Analele Universităţii “Ştefan cel Mare”, XVIII (2): 41-45.
- Cuevas Alonso, M., M.ª J. López Bobo, Á. Arias Cabal y C. Bleorțu [2012]. “El patrón entonativo norteño. Evidencia del español hablado en Galicia, Asturias y Cantabria”, Language and Literature - European landmarks and identity, 11(2): 434-440.
- Arias Cabal, Á., C. Bleorțu, M.ª J. López Bobo y M. Cuevas Alonso [2012]. “Variación sociolingüística en el habla de Oviedo: la sustitución -ø > -qsegún los grupos de edad”, Language and Literature - European landmarks and identity, 11(2): 424-433.
- Cuevas Alonso, M. y C. Bleortu [2014]. “Varietăţi de tranziţie prozodică: dificultăţişi provocări metodologice. Cazul spaniolei din Cantabria”, Fonetica si Dialectologie,XXXIII: 15-32.
- Cuevas Alonso, M. [2015]. “La escritura antigua filipina y la adopción del alfabeto latino para la representación de las lenguas del archipiélago en las artes y ortografías de la tradición misionero-colonial española”, Onomázein, 32(2): 37-61. DOI: 10.7764/onomazein.32.2.
- Crespo, B., G. Rey, C. Míguez, J. L. Míguez y M. Cuevas-Alonso [2016]. “Design and Monitoring of a Micro-Cogeneration System: A Wide Practice Proposed for Engineering Education”, Computer Applications in Engineering Education, 24(3), DOI: 10.1002/cae.21744.
- Bleorțu, C. y M. Cuevas Alonso [2016]. “El estudio de la prosodia: dificultades y retos. El caso del español de Cantabria”, Revue Roumaine de Linguistique, LXI(1): 71-77.
- Regueiro, A., D. Patiño, C. Míguez y M. Cuevas [2017]. “A Practice for Engineering Students Based on the Control and Monitoring an Experimental Biomass Combustor Using Labview”, Computer Applications in Engineering Education, 25(3), DOI: 10.1002/cae.21806.
- Bleortu, C. & M. Cuevas Alonso [2017]. “Towards an Interactional Perspective of Spanish Prosody. Guidelines for Analyzing Intonation”, Revue Roumaine de Linguistique, LXII (1): 77-98.
- Crespo, B., C. Míguez-Álvarez, M.ª E. Arce, M. Cuevas & J. L. Míguez [2017]. “The Sustainable Development Goals: An Experience on Higher Education”, Sustainability, 9(8) [Section: Sustainable Education and Approaches], 1353, DOI:10.3390/su9081353.
- Acuña, A., A. Alonso, M. Cuevas-Alonso, F. Fariña, K. Rolán [2017]. “Análisis lingüístico-discursivo de respuestas a situaciones de conflicto en Educación Primaria”,  Revista de Estudios e Investigación en Psicología y Educación, Vol. Extr. 2: 87-91.

Colaboraciones en obras colectivas
- Cuevas Alonso, M. y A. Gómez Rincón [2001]. “Innovación en la enseñanza de segundas lenguas: las Nuevas Tecnologías”, en J. L. Caramés Lage, C. Escobedo de Tapia y D. García Velasco (eds.), Innovación en las Humanidades, Oviedo: Universidad de Oviedo. Vol. I: 135-54. ISBN 84-931971-3-0.
- Cuevas Alonso, M. [2003]. “Notes on the historical palatalization and assimilation of [j] in the nasal alveolar consonant [n] in Spanish”, en M. J. Solé, D. Recasens y J. Romero (eds.), Proceedings of the 15thInternational Congress of Phonetic Sciences, Barcelona: Universidad Autónoma de Barcelona-Causal Productions, 3041-3043. ISBN 1-876346-48-5.
- Cuevas Alonso, M. [2005]. “Lo multimedia: el valor de la imagen en la enseñanza de segundas lenguas”, en J. L. Caramés Lage, C. Escobedo de Tapia, D. García Velasco y N. Menéndez Rodríguez (eds.), Diez años del discurso artístico. El discurso artístico visual, Oviedo: Laboratorio de las Humanidades, Universidad de Oviedo. ISBN 84-931971-7-3.
- MuñizCachón, C., M.ª J. López Bobo, M. Cuevas Alonso, R. González Rodríguez y L. Díaz Gómez [2006].“Entonación, acento y límites sintagmáticos en secuencias con extensión variable en el objeto. Estudio del asturiano central”, en M. Villayandre (ed.) Actas del XXXV Simposio Internacional de la Sociedad Española de Lingüística, León: Universidad de León, 1343-1359. ISBN 84-690-3383-2. Disponible en <http://www3.unileon.es/dp/dfh/SEL/actas.htm>.
- MuñizCachón, C., M. J. López Bobo, R. González Rodríguez, M. Cuevas Alonso y L. Díaz Gómez [2007].“Algunas notas acerca de la entonación en asturiano”,en D. Totter (ed.), Actes du XXIVe Congrès International de Linguistique et de Philologie Romanes (CILPR), Tubinga: Niemeyer, vol. III/8, 73-87. ISBN 978-3-484-50500-1
- CuevasAlonso, M., L. Díaz Gómez, C. Muñiz Cachón, M.ª J. López Bobo y C. Muñiz Cachón [2007]:“Entonación, acento y límites sintagmáticos en sujetos con y sin expansión en asturiano central”, en Actas del III Congreso de Fonética Experimental, Santiago de Compostela: Universidad de Santiago de Compostela, 223-232. ISBN 978-84-453-4451-4.
- LópezBobo, M.ª J. y M. Cuevas Alonso [2010]: “Cantabrian Spanish Intonation”, en  P. Prieto y P. Roseano (eds.), Transcription of Intonation of the Spanish Language, Múnich: Lincom Europa, 49-85. ISBN 978-38-629-0184-5.
- López Bobo, M.ª J. & M. Cuevas Alonso [2011]. "Enquêtes d'AMPER-Cantabria". En P. Mairano (ed.), «Intonations Romanes», Géolinguistique, hors-série 4, Grenoble: Ellug.
- Muñiz Cachón, C. et al. [2011]. “Enquêtes d'AMPER-Astur”. En P. Mairano (ed.), «IntonationsRomanes», Géolinguistique, hors-série 4, Grenoble: Ellug.
- Arza, M., J. M.ª García Miguel, F. Campillo, M. Cuevas Alonso [2012]. “A galician syntactic corpus with applilacion to intonation modelling”. En LREC 2012 Proceedings, <http://www.lrec-conf.org/proceedings/lrec2012/ index.html>, 1650-1654.
- LópezBobo, M.ª J. y M. Cuevas Alonso (2012): “Traditional vs Castilian pattern in Cantabrian Spanish. Evidence of the northern Spanish intonation continuum”, en X. A. Pérez Pérez, E. Carrilho & C. Magro (eds.), Proceedings of the International Symposium on Limits and Areas y Dialectology (LimiAr). Lisbon, 2011, Lisboa: Centro de Lingüística (Universidade de Lisboa), p. 279.
- CuevasAlonso, M. y López Bobo, M.ª J. (2014): “Estratificación sociolingüística de la entonación cántabra. La variable sexo”, en Y. Congosto, M.ª L. Montero Curiel y A. Salvador Plans (eds.), Fonética Experimental, Educación Superior e Investigación, Madrid: Arco Libros, 287-308.
- Cuevas Alonso, M. y C. de Benito (2015): “Traditii discursive si istoricitate”, en C. Bleortu, A. Turculet, C. de Benito y M. Cuevas (eds.), Tradiţii discursive. Studii de Johannes Kabatek, Bucarest: Editorial de la Academia Rumana, págs. 191-212.
- Cuevas Alonso, M.,  A. Acuña Trabazo y F. Fariña (2015): “Estrategias comunicativas en Mediación. Un enfoque interdisciplinar”, en F. Fariña Rivera, R. Arce Fernández, M. Novo Pérez & D. Seijo Martínez (coords.), Psicología y Ley, Granada: Grupo Editorial  Universitario, págs. 115-123.
- Acuña Trabazo, A., A. Alonso Núñez, M. Cuevas Alonso, F. Fariña, R. Rodríguez Vega, M.ª J. Vázquez Figueiredo, C. Vila Lago (2017): “La resolución de conflictos en Educación. Una propuesta desde el análisis del discurso”, en A. Salvador, J. D. Gutiérrez, I. Reis dos Santos, J. J. Leiva, C. Silva, M.ª I. Iglesias, D. De Micheli (coords.), Reconstruyendo un mundo con ojos de niñas. Entre la pobreza y la educación (congreso Internacional e Interuniversitario contra la pobreza infantil en el mundo), Granada: Grupo Editorial Universitario, págs. 1968-1979.
- Cuevas Alonso, M. (2017): “Multimodalidad, comunicación y doblaje. La entonación”, en X. Montero Domínguez (ed.), El doblaje. Nuevas vías de investigación, Granada: Comares, págs. 49-63.
- Fariña, F.; M. Cuevas; A. Alonso, A. Acuña, L. Redondo, M.ª J. Vázquez (2018): “Proposta de aprendizaxe-servizo en mediación”, en P. Membiela, N. Casado, M.ª I. Cebreiros, M. Vidal (eds.), Nuevos desafíos en la enseñanza superior, Ourense: Educación Editora, págs. 671-675.

Coordinación
Obras Colectivas:
- Lingüística e hispanismo, coord. por Joaquín Sueiro Justel, Miguel Cuevas Alonso, Vanessa Dacosta Cea, María Rosa Pérez Editorial Axac, 2010. ISBN 978-84-92658-06-0
- Actas del I Congreso Internacional de Filología Hispánica, Jóvenes Investigadores: [Oviedo], coord. por José Antonio Calzón García, Begoña Camblor Pandiella, Miguel Cuevas Alonso, Natalia Fernández Rodríguez, Maite Fernández Urquiza, Vanesa Hernández Amez, Covadonga Lamar Prieto, Miguel Melendi López, Ricardo Saavedra Fernández-Combarro Universidad de Oviedo, Ediciones de la Universidad de Oviedo, 2008. ISBN 978-84-8317-712-9